# Holmanella
Holmanella es un género de foraminífero bentónico de la subfamilia Gavelinellinae, de la familia Gavelinellidae, de la superfamilia Chilostomelloidea, del suborden Rotaliina y del orden Rotaliida. Su especie tipo es Discorbinella valmonteensis. Su rango cronoestratigráfico abarca el Helvetiense (Mioceno medio).

## Clasificación
Holmanella incluye a la siguiente especie:
- Holmanella valmonteensis †